# Institut européen d'administration publique
L’Institut européen d’administration publique ou IEAP (anglais : European Institute of Public Administration) est un institut indépendant affilié à l’Union européenne. Il a été créé en 1981 à l’issue du premier Conseil européen de Maastricht afin d'aider les fonctionnaires à comprendre les mécanismes décisionnels de l’Union européenne et à participer efficacement aux processus d’élaboration des politiques européennes. C’est depuis lors un centre de formation et de recherche sur l’administration publique et la politique européenne. Son siège est situé à Maastricht, aux Pays-Bas et il dispose de plusieurs antennes à Luxembourg, Barcelone et Varsovie.
Il fait partie des trois seules institutions (avec le Collège d’Europe et du Centre des études européennes de Strasbourg) recommandées par le Secrétariat général des affaires européennes français pour se préparer aux concours communautaires.

## Histoire
L’institut a été créé en 1981 à l’occasion du premier Conseil européen ayant lieu à Maastricht. Il a désormais le soutien des États-membres de l’Union européenne et de la Commission européenne.

## Organisation
Le conseil d’administration de l’IEAP est composé des représentants des États-membres de l’UE et des membres associés de l’Institut. Ces représentants forment un lien permanent entre l’Institut et les administrations publiques nationales. Ils garantissent également un réseau institutionnel important au plus haut niveau de l’administration publique en Europe. Le président du conseil d’administration est présidé par Henning Christophersen,  ancien Vvce-président de la Commission européenne et membre du présidium de la Convention sur l’avenir de l’Europe. Les langues de travail officielles de l’institut sont l’anglais et le français.

## Activités
Au départ, l’Institut a été créé afin de « soutenir l’Union européenne et ses États membres ainsi que les pays associés à l’IEAP par la fourniture de services pertinents et de qualité pour le développement de l’aptitude des fonctionnaires publics à traiter des affaires européennes ». 

### Formation permanente
Afin de remplir sa mission principale, l’Institut organise régulièrement des séminaires et des actions de formations en direction des personnes travaillant dans les affaires européennes ou dans l’administration publique. 
L’IEAP organise aussi des séminaires à la demande des institutions de l’Union européenne. La formation des fonctionnaires de ces institutions représente  actuellement près de 20 % des participants à l’ensemble des activités de formation de l’Institut.[réf. souhaitée]
L’IEAP développe également des activités pour les gouvernements nationaux afin de répondre à leurs besoins de formation spécifiques. La série de séminaires sur la présidence de l’Union, qui a pour but de préparer les hauts fonctionnaires des administrations nationales à assurer la présidence du Conseil de l’Union européenne pendant six mois, en est un exemple, tout comme la formation sur la coordination du rapprochement des législations et sur la manière de réagir en cas d’ouverture d’une procédure d'infraction ou d’actions judiciaires mettant en cause la responsabilité d’un État.

### Recherche et publications
L’Institut conduit des recherches sur des aspects importants de l’intégration européenne et du management public. Certaines études sont réalisées sur demande et portent sur des thèmes précis, tandis que d’autres apportent de la matière aux débats de la communauté scientifique.
L’Institut publie des livres, la série intitulée Current European Issues, des actes de conférences, ainsi que des publications électroniques. Toutes ces publications sont soit le résultat direct d’une recherche menée par l’Institut, soit les actes d’une conférence tenue à l’Institut. En vertu d’un accord de coopération conclu entre l’IEAP et l’Office des publications officielles des Communautés européennes (OPOCE), les publications de l’IEAP sont accessibles sur le site Internet EU Bookshop.
L’IEAP contribue également à des publications externes évaluées par des pairs et participe à des conférences.

### Conseil
L’IEAP propose des services de conseil aux administrations publiques et aux agences européennes dans un certain nombre de domaines, tels que le management par la qualité, la performance du secteur public, le développement des ressources organisationnelles et humaines et la gestion des politiques européennes.